# Лакатамија
Лакатамија (грч. Λακατάμεια) је велико насеље на Кипру. Званично Лакатамија припада округу Никозија.
Лакатамија је велико предграђе главног града Никозије.

## Природни услови
Насеље Лакатамија налази на југозападним границама Никозије. Лакатамија је смештена у прелазном подручју између главне острвске равнице Месаорије и планинског подручја Тродоса, јужније положене планине, на приближно 215 метара надморске висине.